# نادي الزمالك لكرة السلة
نادي الزمالك لكرة السلة أحد أفرع نادي الزمالك التي تمثل النادي في مصر وفي منافسات كرة السلة الدولية. تأسس عام 1937. محلياً في دوري السوبر المصري لكرة السلة وعالمياً في بطولة دوري أفريقيا لكرة السلة. الزمالك يشارك في الدوري المصري لكرة السلة دون انقطاع منذ عام 1972 ، والزمالك هو أكثر الأندية شهرة في بطولات الاتحاد المصري لكرة السلة برصيد 52 لقبا، و 18 في دوري منطقة القاهرة.
فازت فرق الزمالك بـ 18 دوريًا مصريًا لكرة السلة، منها 15 لقبًا في دوري السوبر المصري لكرة السلة، ولقبين في دوري المملكة المصرية لكرة السلة، ولقب واحد في دوري الجمهورية المصرية، حصل الزمالك على 5 بطولات على التوالي. لقد فازوا أيضًا بـ 11 لقبًا في كأس مصر. حصل على أول بطل في الدوري الأفريقي لكرة السلة وحصل على لقب في كأس أبطال الأندية الإفريقية لكرة السلة.
الزمالك هو أيضًا أول فريق مصري يشارك في كأس الانتركونتيننتال فيبا، وشارك في اليوروليغ ، وهو أول فريق أفريقي فاز بدوري أفريقيا لكرة السلة. كما شارك الفريق في كأس الأندية الأفريقية لكرة السلة منذ عام 1972 وحقق اللقب عام 1992، وشارك الزمالك في الدوري الأوروبي لكرة السلة مواسم 1970–71، 1974–75، 1975–76، 1978–79، 1979–80، 1980–81. وانسحاب في مناسبة واحدة في موسم 1981–82. تأهل الفريق إلى كأس القارات لكرة السلة 2022 . شارك الفريق في دوري أفريقيا لكرة السلة منذ عام 2021 وحقق اللقب مرة واحدة عام 2021.

## أهم الانجازات والبطولات
دوري السوبر المصري لكرة السلة
- البطل (15):[2] 1973–74، 1974–75، 1975–76، 1976–77، 1977–1978، 1979–80، 1980–81، 1987–88، 1990–91، 1996–97، 1997–98، 2002–03، 2006–07، 2018–19، 2020–21 [الإنجليزية]

كأس مصر لكرة السلة 
- البطل (11): 1979، 1980، 1981، 1991، 1997، 1998، 2000، 2001، 2002، 2003، 2006.[3]

كأس السوبر المصري لكرة السلة 
- البطل (3): 1997، 1998، 2003

بطولة المملكة المصرية لكرة السلة
- البطل (2): 1948–49، 1949–50

بطولة الجمهورية المصرية
- البطل (1): 1969–70

بطولة دوري القاهرة
- البطل (18): 1947، 1952، 1959، 1966، 1969، 1970، 1971، 1974، 1977، 1981، 1982، 1983، 1984، 1985، 1989–90، 1990–91، 1996–97، 2006–07

دوري أفريقيا لكرة السلة
- البطل (1): 2021.[4]

كأس الأندية الأفريقية لكرة السلة
- البطل (1): 1992